# Geoorde wilg
Geoorde wilg (Salix aurita) is een soort uit het geslacht wilg (Salix).

## Determinatie
Geoorde wilg is een tweehuizige struik die een hoogte bereikt van ± 3 m. De plant heeft rode, aanliggende knoppen die verspreid op de tak liggen. De knoppen zijn bolvormig en hebben een lengte van 2–3 mm. De bladeren worden 3–7 cm lang en zijn omgekeerd eirond. De bovenkant van de bladeren is groen en de onderkant blauwgrijs. De takken zijn behaard. De bladstelen zijn 4–10 mm lang en de steunbladen zijn niervormig.
Geoorde wilg bloeit in de maanden april tot en met mei. De bloemen zijn katjes. In juni tot en met juli draagt ze vrucht. De soort heeft zowel een vrouwelijke bloemwijze als een mannelijke bloemwijze. De katjes van de vrouwelijke bloeiwijze zijn langer dan de katjes van de mannelijke bloeiwijze.

## Ecologie
Geoorde wilg groeit op natte, oligotrofe veen- en zandgronden. Sporadisch wordt ze ook weleens op kleigrond aangetroffen. De soort heeft veel licht nodig en een zure bodem. Geoorde wilg kan tegen kou en kan tot 1800 m hoogte worden aangetroffen. Ze is gevoelig voor zeesproei.

### Syntaxonomie
In de syntaxonomie staat geoorde wilg te boek als kensoort voor de associatie van geoorde wilg (Salicetum auritae). In 53% van de gevallen komt deze soort voor binnen de associatie.
Geoorde wilg komt voor in zowel bossen, struwelen, zomen en ruige en moerassen. Dit zijn zogeheten vegetatiegroepen. De aanwezigheid kan uitgedrukt worden met de trouwgraad. De trouw wordt uitgedrukt in procenten. De trouwgraad is benaderd op associatie niveau.
| Vegetatiegroep  | Trouw (op basis van presentie) | Trouw (Op basis van bedekking) |
| --------------- | ------------------------------ | ------------------------------ |
| Bossen          | 22%                            | 20%                            |
| Struwelen       | 28%                            | 55%                            |
| Zomen en ruigte | 15%                            | 9%                             |
| Grasland        | 9%                             | 3%                             |
| Moeras          | 12%                            | 5%                             |
| Heide           | 5%                             | 3%                             |

## Voorkomen in combinatie met andere planten
Geoorde wilg komt voor in combinatie met andere planten. Hoe vaak de geoorde wilg voorkomt in combinatie met andere planten kan uitgedrukt worden in procenten. Pijpenstrootje groeit dus in 49% van de gevallen nabij geoorde wilg.
| Plant             | Voorkomen in combinatie met andere planten in procenten |
| ----------------- | ------------------------------------------------------- |
| Pijpenstrootje    | 49%                                                     |
| Zomereik          | 48%                                                     |
| Zachte berk       | 37%                                                     |
| Pitrus            | 37%                                                     |
| Wilde lijsterbes  | 36%                                                     |
| Sporkehout        | 36%                                                     |
| Gestreepte witbol | 36%                                                     |
| Grauwe wilg       | 32%                                                     |
| Rossige wilg      | 32%                                                     |
| Gewoon struisgras | 31%                                                     |
| Gladde witbol     | 30%                                                     |
| Braam             | 30%                                                     |
| Grote wederik     | 25%                                                     |

## Verspreiding
Het natuurlijke verspreidingsgebied van geoorde wilg strekt zich uit over Europa en Noordwest-Azië. In Nederland en België komt de plant algemeen voor. In Nederland is de plant alleen in Zuid-Limburg zeldzaam en in de kleigebieden.

## Kruisingen en cultivars
Geoorde wilg kan kruisen met grauwe wilg. Het resultaat is een hybride met de botanische naam Salix ×multinervis (= Salix aurita × Salix cinerea). Deze hybride komt in de Benelux het meeste voor. Andere hybriden zijn:
- Salix aurita ×lapponum
- Salix aurita ×myrtilloides
- Salix aurita ×phylicifolia
- Salix aurita ×repens
- Salix aurita ×starkeana

In de Benelux is nog maar één cultivar bekend. Salix aurita 'April king' is ontwikkeld in Boskoop. Deze cultivar is sterker vertakt dan andere geoorde wilgen. 

## Gebruik
Geoorde wilg kan gebruikt worden als heester en heeft dan voornamelijk een esthetische functie. De takken van de soort kunnen gebruikt worden voor het vlechten van manden en als brandhout. De plant kan gebruikt worden voor het produceren van koortswerende medicijnen.